# Tantrix
Tantrix es un juego de mesa creado en 1987 por Mike McManaway,

que combina a la vez estrategia, lógica y algo de suerte. Está compuesto por 56 fichas hexagonales, las cuales tienen dibujadas líneas curvas y rectas de cuatro posibles colores: rojo, azul, amarillo y verde. Estas líneas conectan dos lados del hexágono, por lo que como máximo sólo existen tres diferentes en cada ficha. El juego está recomendado para personas mayores de 6 años. Los jugadores no solo aprenden a desarrollar el pensamiento estratégico, también la capacidad espacial, a resolver problemas abstractos y las habilidades de planificación y memoria.

## Cómo se juega
La regla que se aplica siempre, sea cual sea el modo de juego, es que las líneas siempre han de corresponderse con otras del mismo color. Por ejemplo, las líneas rojas solo se pueden conectar con otras líneas rojas.
- Existe un modo solitario consistente en realizar distintos puzles propuestos por aficionados en internet o impresos en las instrucciones del juego original.
- Para varios jugadores (recibe el nombre de Juego Tantrix), de dos a cuatro cada uno elige un color, los cuales deben conseguir o una línea larga de su color o un lazo de su color, además de impedir que los otros jugadores intenten lo mismo con su respectivo color elegido.

### Reglas para varios jugadores
- Se introducen las 56 fichas en una bolsa para mezclarlas. Cada jugador coge 6 fichas de la bolsa para empezar a jugar. Inicia el turno de juego el jugador que posea la ficha con la numeración más alta, aunque no es obligatorio usar esta ficha en primer lugar. Todas las fichas que están en juego, se colocan a la vista de todos los jugadores (no se ponen boca abajo como por ejemplo el dominó).

El jugador que inicia el juego pone una ficha sobre la superficie de juego (mesa, suelo, etc..) y enseguida coge una nueva ficha de la bolsa, ya que cada jugador debe tener siempre ha de disponer de 6 fichas para colocar en el Tantrix (fichas ya jugadas).
La "regla de oro" que siempre debe cumplirse en el Tantrix es que al encajar las fichas hexagonales siempre deben coincidir las conexiones de color en los lados adyacentes.
Cuando la colocación de las fichas cree un espacio hueco rodeado por tres fichas, dicho espacio recibe el nombre de "Espacio forzado" y debe ser rellenado obligatoriamente por el jugador que tenga esa ficha.
- Y un turno normal de juego se compone

- Rellenar con fichas los "espacios forzados".
- Poner una ficha donde se quiera (siempre que no rompa ninguna de las tres restricciones).
- Rellenar con fichas los "espacios forzados".

- Un "espacio forzado" es la situación en que tres fichas adyacentes forman un semicírculo hexagonal el cual "forzadamente" hay que rellenar con una ficha.
- El juego termina cuando a ninguno de los jugadores les quedan fichas.

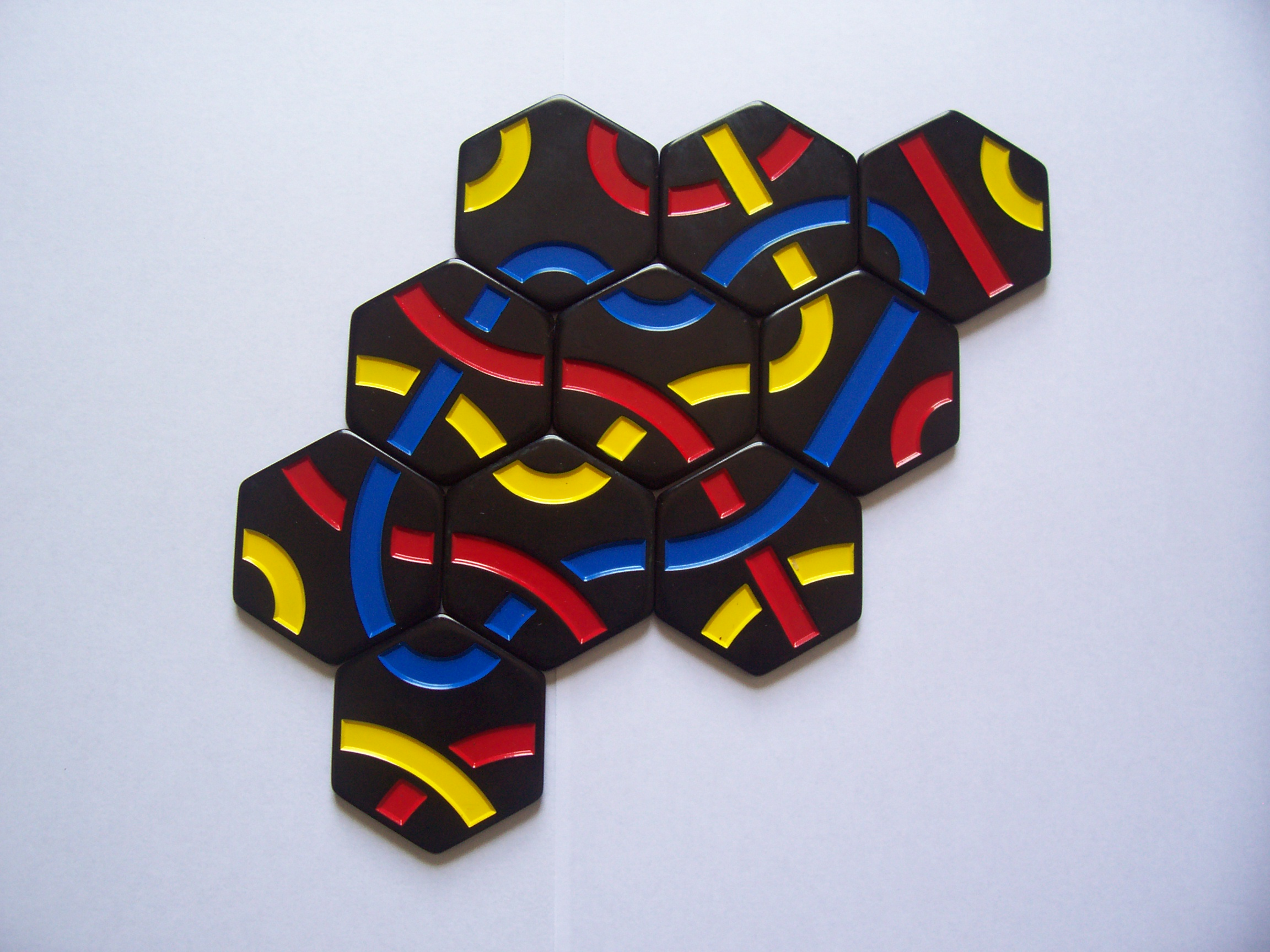
Tantrix Discovery, la versión básica para un jugador

#### Restricciones
1. Al crear un espacio forzado, este no puede tener tres conexiones del mismo color, ya que ninguna ficha llena ese espacio.
2. No se puede jugar una cuarta ficha alrededor de un espacio forzado. No puede haber un espacio forzado rodeado por cuatro fichas.
3. No se puede colocar una ficha de tal manera que, al rellenar un espacio forzado, se cree otro rodeado por cuatro fichas.
- Cuando se acaben las fichas de la bolsa, las restricciones se eliminarán. Aun así, seguirá siendo obligatorio llenar los espacios forzados.

### Puntuación para varios jugadores
- La línea más larga (cada segmento contabiliza un punto)
- El anillo con más segmentos (cada segmento contabiliza dos puntos)

### Torneos
Es un juego que está experimentando un gran auge en todo el mundo, y en la página web se mantiene un ranking individual. También se organizan torneos en línea en los que cada vez participan más jugadores.

## Tantrix Gobble
Es otro modo de juego, en el que se necesita más velocidad que estrategia. Es rápido de jugar, por lo que está más orientado hacia niños y principiantes que encuentran difíciles del Juego Tantrix.

### Cómo se juega
1. Se sacan dos fichas al azar de la bolsa y se colocan juntas, con los colores coincidiendo.
2. Se reparten el resto de fichas a los jugadores.
3. Cuando uno de los jugadores grite "GO", todos los jugadores han de conectar, simultáneamente, sus fichas de una en una al Tantrix tan rápido como puedan. No hay turnos de juego.
4. Las fichas solo se pueden conectar al Tantrix si tocan dos fichas como mínimo.
5. Cuando algún jugador rellena un gobble (nombre que recibe en este juego un espacio rodeado por tres fichas o más), debe gritar "GOBBLE" y pasar una de sus fichas a cualquier otro jugador. Los demás jugadores no deben de parar de colocar fichas si alguien lo grita.
6. Los jugadores gritarán "OUT" cuando coloquen su última ficha. El primero que lo haga será el ganador. El juego no termina hasta que los demás terminen sus fichas.
- Hay que tener en cuenta que las restricciones que se aplican en el Juego Tantrix no son válidas para el Tantrix Gooble.